# Jonas Franksson

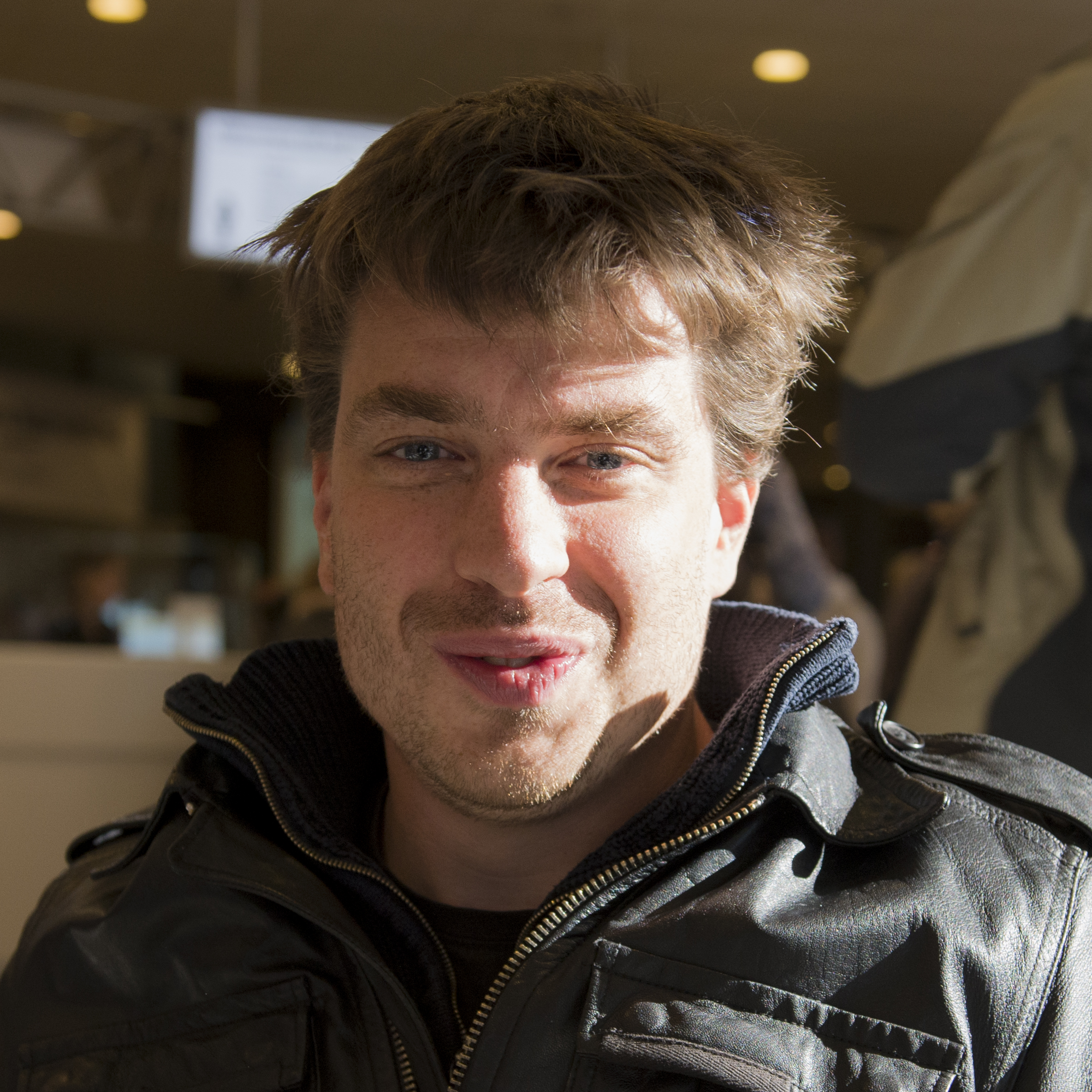
Jonas Franksson på Bok- och biblioteksmässan 2013.

Jonas Per Rolf Franksson, född 1977, är en svensk före detta ordförande för förbundet Unga Rörelsehindrade (åren 1998–2003), programledare för CP-magasinet, skådespelare och vinnare av Stora journalistpriset 2004 som årets förnyare för sin medverkan i CP-magasinet. Han har bland annat varit med och initierat Marschen för tillgänglighet.
Franksson sitter i styrelsen för föreningen STIL (Stiftarna av Independent Living i Sverige).
2016 var Franksson programledare för Funk i P1 - om hur samhället fungerar för människor med funktionsvariationer.